# Susceptance
Susceptance resp. Kapacitní vodivost je imaginární částí komplexní admitance elektrického obvodu, umožňující průchod elektrického proudu.
Značka: {\displaystyle B\,\!}
Jednotka SI: siemens, značka {\displaystyle \mathrm {S} }

## Admitance
Konduktance {\displaystyle G} a susceptance {\displaystyle B} elektrického obvodu tvoří komplexní admitanci {\displaystyle Y}:
{\displaystyle Y=G-jB},
kde
- {\displaystyle Y} je admitance; měří se v Siemensech.
- {\displaystyle G>0} je konduktance; měří se v Siemensech.
- {\displaystyle B>0} je susceptance; měří se v Siemensech.
- {\displaystyle j\;=\;{\sqrt {-1}}} je imaginární jednotka